# Cosigüina
Cosigüina (Cosegüina) – stratowulkan w północno-zachodniej części Nikaragui. Tworzy półwysep wcinający się w głąb zatoki Fonseca. 
Wulkan Cosigüina położony jest najbardziej na północ spośród nikaraguańskich wulkanów, w pewnej izolacji od głównego łańcucha wulkanów. Najmłodszy stożek wulkaniczny położony w obrębie starszej kaldery. W kraterze wulkanu znajduje się jezioro kraterowe.
W 1835 doszło do największej znanej erupcji wulkanu, która uznawana jest za największą erupcję w historii Nikaragui. Popioły z wybuchu opadały w Meksyku, Kostaryce i na Jamajce. Ostatnia erupcja miała miejsce w 1859.